# العكرمة (حريب)

تعديل مصدري - تعديل

العكرمة هي إحدى قرى عزلة ال أبو طهيف بمديرية حريب التابعة لمحافظة مأرب، بلغ تعداد سكانها 271 نسمة حسب تعداد اليمن لعام 2004.